# Мазер, Джон (физик)
Джон Кромвелл Ма́зер (англ. John Cromwell Mather; род. 7 августа 1946, Роанок, Виргиния) — американский физик, нобелевский лауреат (2006). Работал в NASA в центре космических полётов имени Годдарда. Ведущий научный сотрудник космического телескопа имени Джеймса Уэбба. 
Член Национальной академии наук США (1997) и Американского философского общества (2023).

## Биография
- 1968 — бакалавр по физике, Суортмор-колледж
- 1974 — доктор по физике, Калифорнийский университет в Беркли

### Участие в проекте COBE

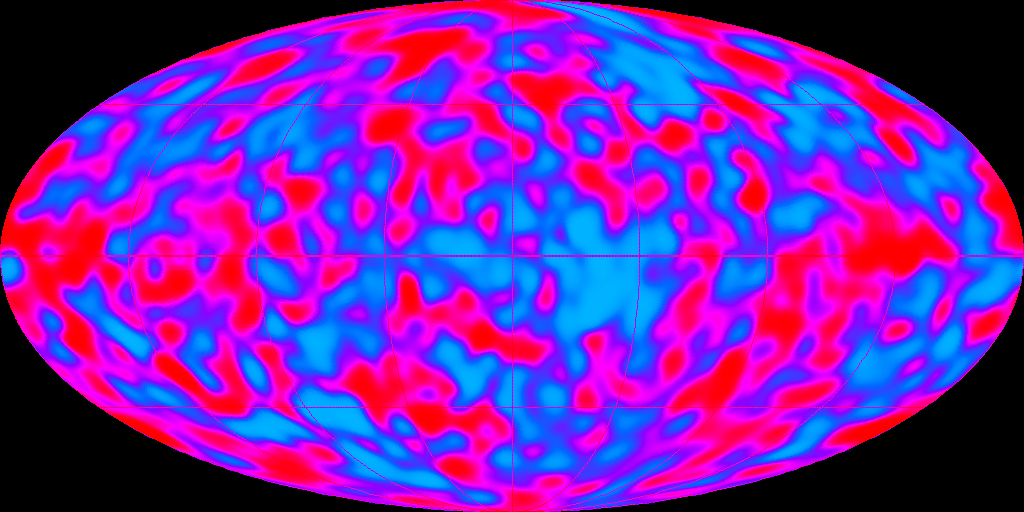
Карта флуктуаций температуры реликтового излучения, измеренная спутником COBE

Проект COBE являлся выдающейся групповой работой более чем 1000 человек. Джон Мазер координировал весь проект и был ответственен за эксперимент, который выявил, что спектр реликтового излучения имеет форму спектра абсолютно чёрного тела. Джордж Смут был ответственен за измерения малых отклонений температуры излучения.

## Книга
Книга Джона Мазера «Первый свет: настоящая история научного путешествия к восходу вселенной», написанная в соавторстве с Джоном Бослоу, была опубликована в 1996 г. и вызвала большой резонанс как среди издателей, так и среди заинтересованной публики.

## Общественная деятельность
В 2016 году подписал письмо с призывом к Greenpeace, Организации Объединённых Наций и правительствам всего мира прекратить борьбу с генетически модифицированными организмами (ГМО).

## Награды
- 1993 — Премия Дэнни Хайнемана в области астрофизики[11]
- 1995 — Медаль Джона Скотта
- 1996 — Премия Румфорда
- 1999 — Медаль Бенджамина Франклина
- 2006 — Премия Грубера
- 2006 — Нобелевская премия по физике